# Great Southern Rail
Journey Beyond, tidigare Great Southern Rail (GSR) och  Great Southern Railway, är ett företag som äger fyra fjärrtåg i Australien. Företaget har sitt ursprung år 1997 när Australian National Rails Passenger Rail avdelning blev till salu och till slut köptes av dåvarande GSR. Sedan 2019 verkar man under namnet Journey Beyond.

## Fjärrtåg ägda av GSR

### The Ghan
The Ghan är ett fjärrtåg som körs en eller två gånger i veckan mellan städerna Adelaide och Darwin, ett avstånd på 2 979 km. Den kortaste restiden mellan Adelaide och Dawin är 2 dygn 5 timmar 10 minuter, och mellan Darwin och Adelaide är den kortaste restiden 2 dygn 2 timmar 30 minuter.

### Indian Pacific

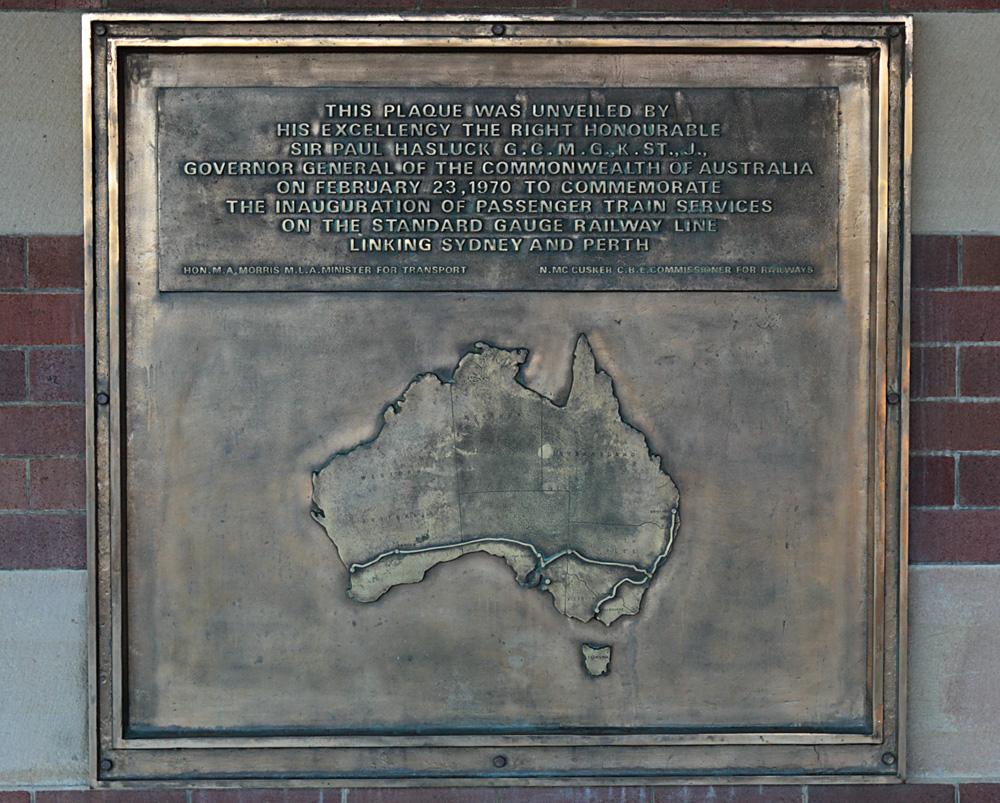
Minnestavlan som avslöjades vid Sydneys centralstation vid Inadian Pacifics lansering den 23 februari 1970.

Indian Pacific är ett fjärrtåg som körs en eller två gånger i veckan mellan städerna Sydney och Perth via Broken Hill och Adelaide, ett avstånd på 4 352 km. Restiden mellan Sydney och Perth är 2 dygn 18 timmar 15 minuter, och mellan Perth och Sydney är restiden 2 dygn 22 timmar 20 minuter.

### The Overland
The Overland är ett fjärrtåg som körs tre gånger i veckan mellan städerna Melbourne och Adelaide, ett avstånd på 828 km. Restiden mellan Melbourne och Adelaide är 9 timmar 50 minuter, och mellan Adelaide och Melbourme är restiden 11 timmar 10 minuter.

### The Southern Spirit
The Southern Spirit är ett relativt nytt tåg som körs mellan olika städer i Australien, huvudsakligt Adelaide, Melbourne och Brisbane. Tåget körs några få gånger i året.